# Sarine
El Sarine, en francès, Saane en alemany, és un dels rius més llargs de Suïssa. Fa 128 km de llargada i drena una àrea de 1.892 km². És afluent de l'Aar.
Neix al peu del Sanetschhorn, a l'oest de l'Oberland Bernès.
El seu curs travessa diverses localitats, entre les quals destaquen:
- Gstaad al cantó de Berna
- Château-d'Oex al cantó de Vaud
- Gruyères i Friburg al cantó de Friburg
- Laup de Berna al cantó de Berna (per segona vegada)

El Sarine desguassa en l'Aar uns 15 km a l'oest de la ciutat de Berna.